# Sisyra amissa
Sisyra amissa là một loài côn trùng trong họ Sisyridae thuộc bộ Neuroptera. Loài này được Hagen in Berendt miêu tả năm 1856.